# 아나이스 닌

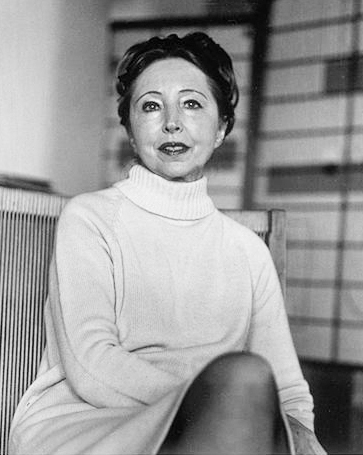

아나이스 닌(Anaïs Nin, 1903년 2월 21일 – 1977년 1월 14일)은 프랑스 태생의 미국 일기 작가, 수필가, 소설가, 단편 소설과 에로티카 작가이다. 프랑스에서 쿠바인 부모에게서 태어난 닌은 작곡가와 가수의 딸이었다. 닌은 어린 시절을 스페인과 쿠바에서, 약 16년을 파리(1924-1940)에서 보냈고, 나머지 인생의 절반을 미국에서 보냈다.
닌은 11세부터 죽을 때까지 일기를 많이 썼다. 일생 동안 출판된 닌의 일지에는 닌의 사적인 생각과 개인적인 관계가 자세히 나와 있다. 또한 결혼에 대해 기술하고 있으며, 정신 분석가 오토 랭크와 작가 헨리 밀러와의 관계를 포함하여 닌의 수많은 일에 대해서도 설명한다. 둘 다 닌과 닌의 글에 깊은 영향을 미쳤다.
닌의 일기 외에도 닌은 여러 소설, 비평 연구, 에세이, 단편 소설 및 에로티카 책을 썼다. 닌의 삶과 작품에 대한 새로운 비판적 관심 속에서 에로티카 작품인 《비너스의 삼각주》와 《작은 새》를 포함한 닌의 작품 대부분은 사후에 출판되었다. 닌은 만년을 캘리포니아 로스앤젤레스에서 보냈고 그곳에서 1977년 자궁경부암으로 사망했다. 닌은 1976년 노이슈타트 국제 문학상 최종 후보에 올랐다.
닌의 가장 많이 연구된 작품은 닌의 일기로, 닌은 청소년기에 쓰기 시작했다. 1933년부터 수십 년에 걸친 출판된 일기는 닌의 개인적인 삶과 관계에 대한 깊은 탐구적 통찰력을 제공한다. 닌은 많은 저명한 작가, 예술가, 정신분석가 및 기타 인물과 종종 아주 친밀하게 알고 지내며 그들에 대해 자주 썼다. 특히 오토 랭크(Otto Rank)가 그러했다. 게다가, 주로 남성적인 유명인사를 묘사하는 여성 작가로서 닌의 저널은 균형을 잡는 관점으로 중요성을 획득했다. 닌은 처음에 프랑스어로 글을 썼고 17세가 될 때까지 영어로 글을 쓰기 시작하지 않았다. 닌은 프랑스어가 닌의 마음의 언어이고 스페인어가 닌의 조상의 언어이며 영어가 닌의 지성의 언어라고 느꼈다. 닌의 일기에는 명시적으로 3개 국어가 쓰여 있다. 닌은 자신의 생각을 가장 잘 표현하는 언어를 사용한다.
닌의 삭제되지 않은 일지에서 닌은 아버지에 대해 솔직하고 생생하게 기록했으며(207–15), 아버지와의 성인 섹스 관계에 대해 자세히 설명했다.

지금까지 닌의 저널은 열여섯 권이 출판되었다.
닌은 여성 에로티카 의 가장 훌륭한 작가 중 한 명으로 많은 비평가들로부터 찬사를 받고 있다. 닌은 에로틱한 글쓰기의 영역을 완전히 탐구한 것으로 알려진 최초의 여성 중 한 명이며, 확실히 에로티카를 쓰는 것으로 알려진 현대 서구의 최초의 저명한 여성이다. 닌 이전에는 케이트 쇼팽의 작품과 같은 몇 가지 주목할만한 예외를 제외하고는 여성이 쓴 것으로 인정된 에로티카가 드물었다. 닌은 종종 작가 주나 반스와 D. H. 로런스를 영감으로 인용했으며 닌은 닌의 일기 1권에서 마르셀 프루스트, 앙드레 지드, 장 콕토, 폴 발레리, 그리고 아르튀르 랭보에서 영감을 얻었다고 밝혔다.
1966년에 출판된 닌의 일기 1권 ( 1931-1934 )에 따르면, 닌은 10대 후반에 남편, 어머니, 두 형제와 함께 파리로 돌아왔을 때 처음으로 에로티카를 접했다. 그들은 여름 동안 집을 비운 미국인 남자의 아파트를 빌렸고, 닌은 여러 프랑스 페이퍼백을 발견했다. 나는 미국에서 에로틱 문학을 읽은 적이 없다. . . 그들은 나를 압도했다. 읽기 전에는 순진했는데 다 읽을 즈음에는 성 착취에 대해 모르는 것이 하나도 없었다. . . 나는 에로틱한 지식을 전공했다." 
돈이 절실히 필요한 상황에 처한 닌, 헨리 밀러 및 일부 친구들은 1940년대에 농담으로 한 페이지에 1달러에 익명의 "수집가"를 위해 에로틱하고 음란한 이야기를 쓰기 시작했다. (밀러가 실제로 이 이야기를 썼는지 아니면 단순히 그의 이름이 사용되도록 허용했는지는 분명하지 않다. ) 닌은 닌의 에로티카에 나오는 등장인물을 극단적인 캐리커처로 간주하고 작품을 출판할 의도가 없었지만 1970년대 초반에 마음을 바꿔 그들이 출판되도록 허용했다. 2016년에는 이전에 발견되지 않은 에로티카 컬렉션인 Auletris 가 처음으로 출판되었다.
닌은 많은 문학 인물의 친구이자 어떤 경우에는 연인이었다. 닌의 열정적인 사랑과 밀러와의 우정은 닌에게 성적으로나 작가로서 강한 영향을 미쳤다.
닌의 저널과 에로티카 컬렉션 외에도 닌은 비평가들이 초현실주의 와 자주 연관시키는 여러 소설을 썼다. 닌의 첫 소설집인 House of Incest (1936)에는 닌이 1933년에 아버지와 가진 짧은 성적인 관계에 대한 암시가 심하게 가려져 있다.
닌은 여러 논픽션 작품의 저자이기도 하다.